# Locustopsites gigantea
Locustopsites
Genre
Espèce
Locustopsites gigantea, unique représentant du genre Locustopsites, est une espèce fossile d'insectes orthoptères de la famille des Locustopsidae.

## Classification
Le genre Locustopsites et l'espèce Locustopsites gigantea sont publiés en 1937 par Nicolas Théobald,. Le spécimen holotype vient des terrains sannoisiens de la formation de Célas dans le Gard, et des collections du Muséum d'histoire naturelle de Marseille. Ce genre est monotypique.

### Nomen dubium
Selon Paleobiology Database en 2023, cette espèce est déclarée nomen dubium du sous-ordre des Ensifera en 1942 par Zeuner,. Le genre est resté sans espèce.

## Description

### Caractères
Le spécimen holotype C 10 consiste en quelques fragments (voir figure).
Cet insecte n'est représenté que par ses ailes, mais de 75 mm de long pour les ailes antérieures, ce qui donne à l'insecte en vol une grande envergure. Nicolas Théobald décrit soigneusement ses nervures. À côté des ailes se trouve un fragment de thorax.

### Affinités
La nervation montre des caractères intermédiaires entre ceux des Locustopsidae secondaires et ceux des Locustidae. L'aile rappelle aussi celle de Locusta (Phasgonura) viridissima.
Ce nouveau genre Locustopsites et Locusta auraient une origine commune dans les Locustopsidae.

### Publication originale
- [1937] Nicolas Théobald, « Les insectes fossiles des terrains oligocènes de France 473 p., 17 fig., 7 cartes,13 tables, 29 planches hors texte », Bulletin Mensuel de la Société des Sciences de Nancy et Mémoires de la Société des sciences de Nancy, Imprimerie G. Thomas,‎ 1937, p. 1-473 (ISSN 1155-1119 et 2263-6439, OCLC 786027547). .